# Gaio Lucilio

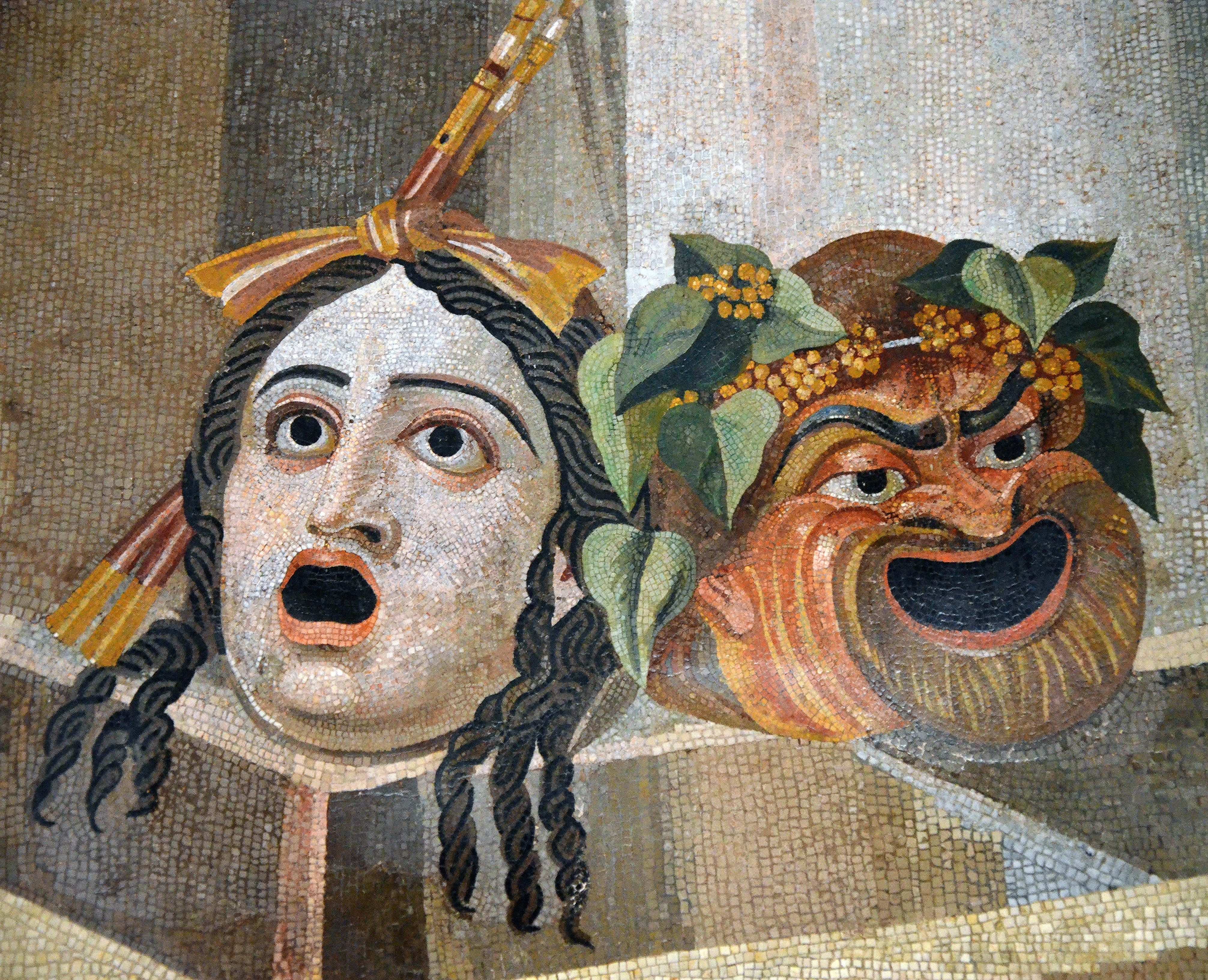
Maschere tragica e comica. Mosaico del I secolo a.C. (Musei Capitolini)

(Quintiliano, Institutio oratoria, X, 1, 93.)
Gaio Lucilio (in latino Gaius Lucilius; Sessa Aurunca, 170 circa o 148 a.C. – Napoli, 102 a.C.) è stato un poeta romano.
È considerato l'inventore della satira.

## Biografia
La data di morte (102 a.C.) è certa, mentre quella di nascita è ricostruita tenendo conto della discussione sull'esattezza dell'informazione tramandataci da San Girolamo, che fissa la morte di Lucilio all'età di 46 anni: ne deriva una datazione eccessivamente tarda dell'anno di nascita, cioè il 148 a.C., in contrasto con una notizia fornitaci dallo storico Velleio Patercolo, in base alla quale Lucilio aveva militato come cavaliere sotto Scipione Emiliano nella guerra di Numanzia nel 133 a.C.. Probabilmente l'errore di San Girolamo è stato di aver scambiato Spurio Postumio Albino Magno e Lucio Calpurnio Pisone, consoli dell'anno 148 a.C., con quelli del 180 a.C., Aulo Postumio Albino Lusco e Gneo Calpurnio Pisone. Al giorno d'oggi però si conviene che la data di nascita dell'autore vada spostata indietro di una ventina d'anni circa da quella fornitaci da San Girolamo: indicativamente possiamo asserire che Lucilio sia nato intorno al 170-168 a.C.
Le incertezze cronologiche non intaccano però l'aspetto fondamentale della sua vita, durante la quale il poeta, appartenente alla Gens Lucilia, fu vicino al circolo degli Scipioni e fu amico intimo di Scipione Emiliano e di Gaio Lelio, due tra i maggiori promotori dell'ellenizzazione della cultura romana. Nonostante la sua posizione e le sue amicizie, si tenne sempre lontano dalla carriera politica, dedicandosi interamente alla letteratura. Ciò non toglie che Lucilio fosse un personaggio molto influente: infatti, quando morì fu onorato con un funerale pubblico.

## LeSaturae
Dei 30 libri di satire scritti da Lucilio, ci rimangono circa 1000 frammenti, per un totale di quasi 1370 versi. La divisione in 30 libri del corpus luciliano (in cui l'ordine era dato secondo un criterio metrico: i libri 1-21 in esametri dattilici; 22-25 in distici elegiaci; 26-30 in metri giambici e trocaici e poi nuovamente in esametri) è opera del neotero Valerio Catone. A proposito della numerazione dei libri, nel 131 a.C. Lucilio completò quelli che poi sarebbero stati i libri XXVI, XXVII e XXVIII e in cui mise alla prova la sua idoneità alla composizione in tre metri; così i libri XXVI e XXVII erano interamente in settenari, mentre il libro XXVIII conteneva sia settenari che senarii, e infine esametri. Un po' più tardi, probabilmente prima della morte di Scipione nel 129 a.C., terminò il libro XXIX, composto in settenarii, senarii (e altri metri?), ed esametri. Dopo il libro XXIX Lucilio abbandonò i metri del palco, e scelse, per tutto il resto delle sue satire, tranne una piccola raccolta di poesie occasionali, il metro che rimase il più accettabile per la satira romana: l'esametro.
Non è affatto sicuro che il titolo Saturae risalga a Lucilio stesso, ma Orazio usa il termine Satura per designare quel genere di poesia inaugurato dall'opera di Lucilio; nei frammenti che ci restano Lucilio chiama le sue composizioni con il nome di poemata (poemi) o come sermones, o meglio ludus ac sermones (chiacchiere scherzose); si è anche ragionevolmente supposto che il titolo primitivo dell'opera fosse, con nome greco, schèdia (improvvisazioni).
La ricostruzione delle diverse composizioni è abbastanza problematica, anche se emergono temi come la parodia omerica e tragica, la critica allo stile ridondante di Accio, la descrizione di quadretti quotidiani (ad esempio, un processo o il suo viaggio in Sicilia), la discussione sugli stili di vita.

## Il mondo poetico e concettuale di Lucilio

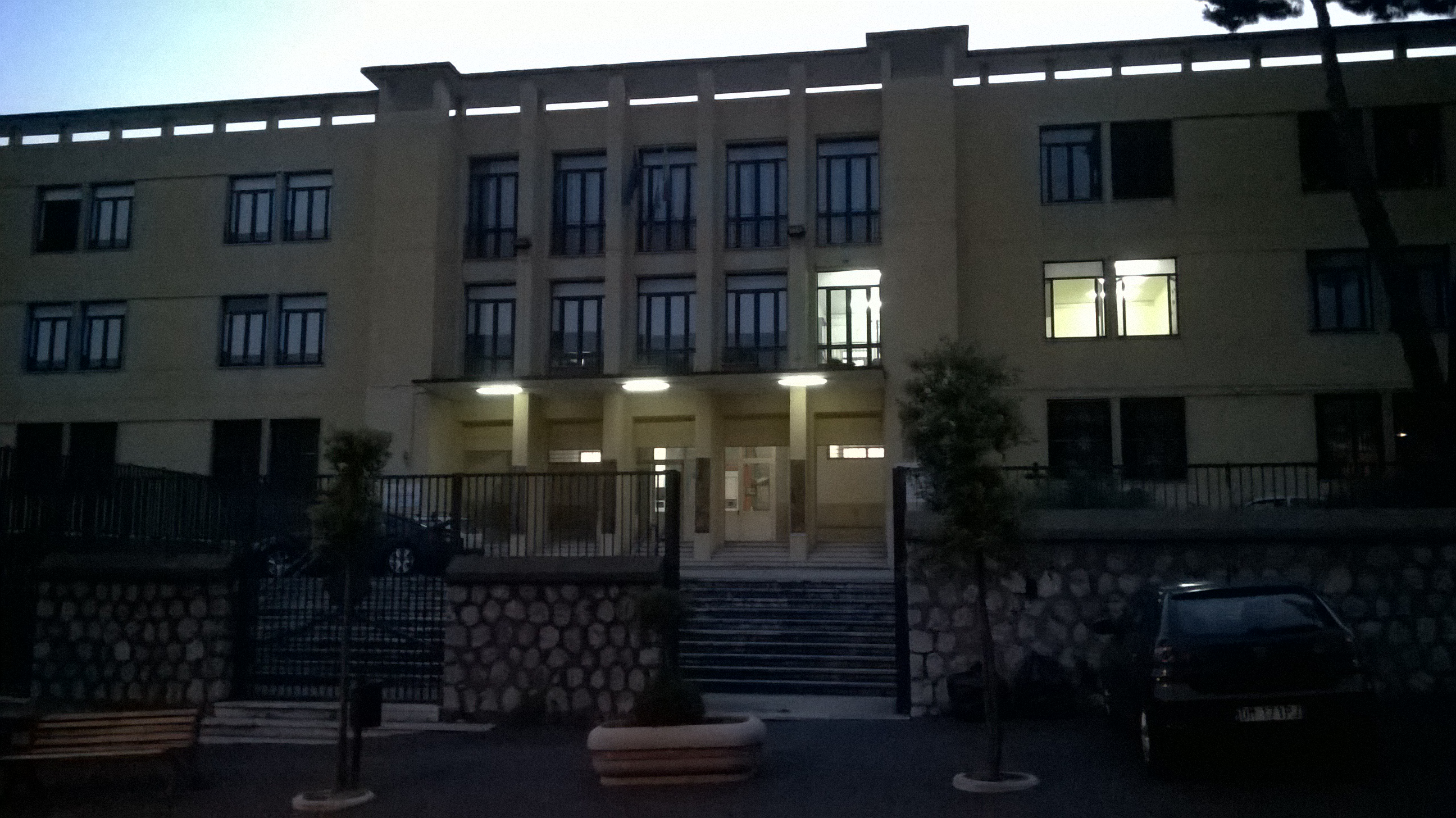
La scuola media ed istituto comprensivo "Caio Lucilio" nel suo paese natale Sessa Aurunca, intitolata al poeta

Lucilio, dunque, adotta, per la prima volta nella letteratura latina, un diffuso soggettivismo, parlando di se stesso e inserendo contenuti autobiografici, oltre ad utilizzare una notevole spontaneità, parlando con immediatezza, con una relativa elaborazione letteraria. Caratteristica fondamentale della satira luciliana, comunque, è l'aggressività, spesso ad personam, in una sorta di letteratura "abrasiva" e, comunque, etica.
Sul piano contenutistico e stilistico, Lucilio adotta una notevole varietà nell'affrontare tematiche variegate attente agli aspetti comuni e quotidiani (eros, banchetti, fatti di cronaca e vita politica), cui corrispondono plurilinguismo e ibridazione stilistica: non è né anodino né monocorde, percorre tutte le possibilità della lingua latina, dal sermo plebeius sino alle regioni più illustri della letteratura, con uno stile raffinato e variegato. L'obiezione mossa alla lingua luciliana era, comunque, di essere ruvida, provvisoria e inconditaː infatti, secondo Orazio, i versi di Lucilio sono privi di eleganza, col risultato di "scorrere fangosi" (flueret lutulentus), e "faceva mille versi stando su un sol piede".
L'importanza di Lucilio è enorme in relazione ai suoi sforzi per codificare sul piano formale (tramite l'uso dell'esametro), dello stile e del contenuto, i temi trattati dall'unico genere letterario latino mancante di un corrispondente nel mondo ellenico: la satira. La satira è l'unico genere della poesia latina che non ha un diretto corrispondente nel mondo greco. Se da un lato, infatti, vi è un sentimento di fierezza nei confronti della satira (si veda la celeberrima esclamazione del retore Quintiliano già citata), da un altro si viene a instaurare un certo senso di perplessità sulla natura del genere stesso. Lucilio fu considerato quindi l'iniziatore del genere della satira, riconosciuto addirittura da Orazio, pur con riserve, come il suo maestro. La satira del mondo latino, in effetti, dal punto di vista dei contenuti, vista la sua originalità romana dal punto di vista formale, non ha nulla a che vedere con quella del mondo greco, perché lì era sottopertinente al genere del giambo e, anche se si ritiene sia stato  Ennio ad usare per primo questo genere tipicamente romano, Lucilio ne stilò lo statuto, poi seguito dai successivi autori di satire, attraverso la sua opera caratterizzata dall'esametro e dall'argomento morale.
Diomede cercò di affrontare il problema e ne diede tale soluzione:
(Diomede Grammatico, Grammatici Latini, I, 485 Keil.)
All'interno del genere satirico vengono ben distinte due fasi, quella rappresentata da Ennio e Pacuvio, fatta da uno stile con metri e componimenti di vario genere, e quella rappresentata da Lucilio, Orazio e Persio, successivo anche a livello temporale, la cui caratteristica è quella di uno stile che tende, a volte anche eccessivamente, al moralismo di natura provinciale.